# باشق أمغر العنق
البَاشِقُ أمْغَرُ العُنْقِ هو أحد أنواع الجوارح المُنتمية لفصيلة البيزان، وهو من الطيور البلديَّة المُتوطنة في جُزر المُلوك بأندونيسيا. موائها الطبيعيَّة هي غابات الأراضي الواطئة الرطبة الاستوائية وشبه الاستوئيَّة، والغابات الجبليَّة الرطبة الاستوائيَّة وشبه الاستوائيَّة.